# 시드니 모닝 헤럴드
《시드니 모닝 헤럴드》(The Sydney Morning Herald, 약칭 SMH)는 시드니에서 페어팩스 미디어가 발행하는 컴팩트판형 일간신문이자, 오스트레일리아의 국립 온라인 뉴스 브랜드이다. 1831년 《시드니 헤럴드》 (Sydney Herald)로 창간한 《시드니 모닝 헤럴드》는 지속적으로 발행되는 오스트레일리아에서 가장 오래된 신문이다. 일주일에 6일 발행되며 시드니, 지역별로는 뉴사우스웨일스, 캔버라, 사우스이스트퀸즐랜드 (브리즈번, 골드코스트, 선샤인코스트)의 직판점에서 살 수 있다.

## 개요
《시드니 모닝 헤럴드》에는 다양한 증보판이 들어 있는데, 〈굿 위켄드〉(Good Weekend, 《시드니 모닝 헤럴드》의 토요일판에 들어감)과 〈더(시드니)매거진〉(the(sydney)magazine) 등이 있다. 발췌란은 다음과 같이 여럿 있는데, 페어팩스 미디어의 각 주제별 광고 사이트와 공동 브랜드가 되어있다.
- 월요일 - The Guide (텔레비전)
- 화요일 - Good Living (음식)과 Domain (부동산)
- 수요일 - Money (개인금융)
- 금요일 - Drive (자동차), Metro (엔터테인먼트)
- 토요일 - News Review, Spectrum (예술과 엔터테인먼트 소개), Domain (부동산), Drive (자동차), MyCareer (취업)

로이 모건 리서치 구독조사에 따르면, 2011년 3월까지 12개월 간 《시드니 모닝 헤럴드》는 월요일에서 금요일까지 766,000번 구독되었고, 토요일에는 1,014,000번 구독되었다. 발행부수공사기구의 신문 발행부수 감사 자료에는 2013년 12월 월요일부터 금요일까지 평균 132,000부, 토요일에는 228,000부가 팔렸으며, 모두 12개월 동안 16% 증가한 수치라고 서술되어 있다.
편집장은 대런 구드서 (Darren Goodsir)이다. 전 편집장으로는 윌리엄 커너, 앤드류 개런, 신 에일머, 프레더릭 윌리엄 워드, 찰스 브런스던 플레처, 콜린 빙엄, 막스 프리스크, 존 알렉산더, 폴 맥고우, 앨런 리벨, 앨런 오클리, 피터 프레이가 있다.